# Sainte-Reine-de-Bretagne
Sainte-Reine-de-Bretagne är en kommun i departementet Loire-Atlantique i regionen Pays de la Loire i nordvästra Frankrike. Kommunen ligger i kantonen Pontchâteau som tillhör arrondissementet Saint-Nazaire. År 2022 hade Sainte-Reine-de-Bretagne 2 447 invånare.

## Befolkningsutveckling
Antalet invånare i kommunen Sainte-Reine-de-Bretagne
| Referens: INSEE |